# Safari-Katze
| Safari-Katze                    | Safari-Katze                    |
| - bislang kein Standard bekannt | - bislang kein Standard bekannt |
| ------------------------------- | ------------------------------- |
| Schulterhöhe                    |                                 |
| Länge                           |                                 |
| Gewicht                         | Kater: ? kg Kätzin: ? kg        |
| erlaubte Farben                 |                                 |
| nicht erlaubte Farben           |                                 |
| erlaubte Fellzeichnung          |                                 |
| nicht erlaubte Fellzeichnung    |                                 |
| Liste der Katzenrassen          |                                 |

Die Safari ist eine Katzen-Hybride, die aus der Kreuzung der Kleinfleckkatze (Salzkatze, selten auch Geoffroy-Katze genannt, Leopardus geoffroyi oder Oncifelis geoffroyi) mit der Hauskatze hervorgeht. Das ist bemerkenswert, da die Kleinfleckkatze 18 Chromosomenpaare, die Hauskatze aber 19 Chromosomenpaare hat.

## Geschichte
Die Washington State University hat zeitweise die Tiere gezüchtet, um damit Untersuchungen zur Hämatopoese durchzuführen.

## Aussehen
Die Safari ist ab der F2-Generation der Hauskatze ähnlich. Ihre Grundfarbe ist schwarz, ihre Zeichnung ist getupft, wobei die Tupfen in einem guten Kontrast zum Hintergrund stehen. In der F1-Generation haben die Katzen eine extreme Größe. Sie erreichen über 11 kg Gewicht, wobei die Eltern üblicherweise maximal 5 kg wiegen dürften.

## Anerkennung
Es ist keine Vereinigung bekannt, bei der die Safari derzeit (Stand Juli 2009) ausgestellt werden kann. Bei der TICA (The International Cat Association) kann sie als Foundation Rasse registriert werden.

## Belege
1. 1 2  Janis L. Abkowitz, Monica Taboada, Grady H. Shelton, Sandra N. Catlin, Peter Guttorp, J. Veronika Kiklevich: An X chromosome gene regulates hematopoietic stem cell kinetics. In: Proceedings of the National Academy of Sciences of the United States of America. Bd. 95, Nr. 7, 1998, S. 3862–3866, PMID 9520458.
2. ↑  www.safari-cats.com (englisch)